# 최진우 (육상 선수)
최진우(2005년 1월 18일~)는 대한민국의 육상 선수로 주 종목은 높이뛰기이다. 

## 경력
2005년 울산에서 태어났으며 초등학교 5학년 때 단거리 달리기를 하면서 육상을 시작했다. 이후 울산스포츠과학중학교로 진학을 앞두고 높이뛰기로 전향했다.
2022년 10월 쿠웨이트의 쿠웨이트시티에서 열린 2022년 아시아 유스 선수권 대회에서 2.21m의 기록으로 우승하면서 국제 대회에 이름을 알렸다. 같은 해 세계 육상 연맹이 집계한 20세 이하 랭킹 3위, 18세 이하 랭킹 1위에 올랐다.
2023년 6월 대한민국 예천에서 열린 2023년 아시아 주니어 선수권 대회에서 2.20m의 기록으로 은메달을 획득하였다. 같은 해 10월 중국 항저우에서 열린 2022년 아시안 게임을 통해 첫 성인 대표 경기에 참가했다. 그는 해당 대회 결선에 진출해 2.15m의 기록으로 10위를 하였다.
2024년 1월에는 교교 졸업을 앞두고 용인시청 육상단에 입단했다. 같은 해 4월에는 아랍에미리트 두바이에서 열린 2024년 아시아 주니어 선수권 대회에서 2.11m의 기록으로 중국의 둥짱과 일본의 나카타니 가이세이의 뒤를 이어 동메달을 획득했다.

## 국제 대회 기록
범례
- 국가 최고 기록(국가 신기록)